# Bathippus kochi
Bathippus kochi là một loài nhện trong họ Salticidae.
Loài này thuộc chi Bathippus. Bathippus kochi được Eugène Simon miêu tả năm 1903.